# Eberhard Gwinner
Eberhard Gwinner, född 26 december 1938, död 7 september 2004, var ornitolog och etolog och grundande direktör för Max-Planck-Institut für Ornithologie (Andechs, Radolfzell, Seewiesen).
Gwinner doktorerade 1964 med en avhandling om korpars sociala beteende. Han ingick i Gustav Kramers arbetsgrupp i "Max-Planck-Institut für Verhaltensphysiologie" och var 1964-1966 verksam vid samma institut hos Jürgen Aschoff. Han inledde då sitt arbete med att hitta bakomliggande orsaker till fågelflyttning och häckningsprogram.  
Eberhard Gwinner ledde sedan 1991 ”Gwinner-avdelningen” ("Abteilung Gwinner") vid Max-Planck-Institut für Verhaltensphysiologie och sedan 1998 "Max-Planck-Forschungsstelle für Ornithologie", som i mars 2004 omvandlades till eget Max-Planck-institut.
Han räknades på området forskning om biologiska rytmer till de världsledande vetenskapsmännen och gällde som en av de kunskapsrikaste experterna på kronobiologi. Gwinner var på 1960-talet samtidigt med (men oberoende av) Ted Pengelley den förste forskare som kunde bevisa de medfödda årsperiodiska rytmerna experimentellt. Gwinner utforskade bland annat dags- och årsrytmer hos fåglar, deras rumsliga lärande vid fågelflyttning samt fågelflyttningens fysiologi och strategier, och vidare den hormonella kontrollen av deras beteende, flygmekaniken och flygfysiologin.
Gwinner publicerade över 230 publikationer i olika vetenskapliga tidskrifter.